# Ernő Polgár
Ernő Polgár nome d'arte di Ernő Csupity (Bácsalmás, 27 gennaio 1954 – Brunei, 28 ottobre 2018) è stato uno scrittore e drammaturgo ungherese, insignito del Premio Radnóti, del Premio Lajos Nagy, della Croce di Cavaliere della Repubblica ungherese. Dal 2018 viveva nella sua "casa di scrittura" dell'isola del Borneo, nello stato del Brunei.

## Biografia
Ha conseguito il diploma di maturità al Liceo János Hunyadi nel 1972. Dopo aver fatto il bibliotecario nel periodo 1972-1976 presso la Biblioteca Nazionale Széchenyi è stato redattore alla Radio Ungherese. Si è poi laureato in sceneggiatura presso l'Università delle arti teatrali e cinematografiche. Dal 1979 è stato drammaturgo nel Teatro Madách, e nel periodo 1997-1998 direttore di studio dell'Università delle Arti Teatrali e Cinematografiche. Da ragazzo aveva iniziato a scrivere per il giornale Popolo di Petőfi (Petőfi Népe).
Nel 1975 è stata pubblicata sulla rivista Budapest un'opera dal titolo La sorte del subaffittuario. Ha ottenuto diverse borse di studio: nel 1981 dall'Accademia ungherese delle scienze, nel 1994 dalla Soros, nel 1998 dalla Pro Renovanda Cultura Hungariae. Dal 1998 ha iniziato la professione di scrittore e dal 2000 al 2003 è stato direttore del Blue Shop Online galleria ed editoria digitale. Presidente del consiglio di vigilanza dell'agenzia di stampa online www.hun-info.hu, dal 2002 è stato segretario e poi presidente della Sezione prosa dell'Associazione ungherese degli scrittori.
Dal 2004 è stato membro de l'Associazione degli scrittori di belle lettere. Ha guidato programmi letterari come serate di Újlipótváros (Klub Galéria Újlipótváros), incontri e serate Frankel. È stato membro del P.E.N. Klub Ungherese, dell'Associazione nazionale degli artisti ungheresi (MAOE), presidente del HIT (Società degli scrittori umanisti) e segretario generale del BIMA (Officina israelita Barankovics).
Nel 2017 è stato proposto come candidato al Premio Nobel per la Letteratura. https://www.linkedin.com/pulse/erno-polgar-new-italian-novel-waiting-nobel-prize-ern%C5%91-polg%C3%A1r/

## Opere principali
- 1983 - Acquoso, Tornati a casa, Ady (dramma) (dramma Ady presentato nel Teatro dei Bambini di Budapest).
- 1985 - Al di là dell'equatore (dramma) (Presentato nel Teatro Madách)
- 1991 - Appuntamento a Bangkok, Prigionieri, Camminanti sul fuoco (dramma)
- 1994 - Uccellini del Dio (film)
- 1992 - Seguendo le stelle gialle (sociografia)
- 1994 - Prendami marito! (Racconti)
- 1994 - A bordo di Filemone in giro al mondo (libro di viaggi)
- 1994 - Fiore di loto (storie d'Estremo-Oriente)
- 1997 - Seguendo le stelle gialle - Ghetto in Ungheria meridionale (2ª edizione accresciuta)
- 1997 - La seconda vita di una donna (romanzo di fatto)
- 1999 - Amori (romanzo)
- 2000 - Alberi del Parco Santo Stefano (racconti)
- 2000 - Sotto l'incantesimo degli attori e delle Attrici (romanzo saggio)
- 2001 - Sulle orme delle civiltà (storia culturale)
- 2001 - I Segreti del mondo islamico CD-ROM (storia culturale)
- 2002 - Isola degli Dei (romanzo) [3]
- 2002 - Sotto l'incantesimo dei mari e delle terreferme (saggio, edizione digitale)
- 2003 - Servo di Kama (romanzo) [4]
- 2004 - Bacio mortale (racconti) [5]

## Pubblicate nel quadro dell'edizione opere di vita
- 2005 - Come sono diventata madre (romanzo di fatto)
- 2005 - L'origine delle culture e le sue immagini antiche. Introduzione nel mondo dei miti e dei simboli (storia culturale)
- 2006 - Barca a vela di Cleopatra. Viaggio culinario (storia culturale)
- 2006 - Una donna in Second Life (edizione attuale romanzi 4)
- 2007 - Galoppo dei nomadi (racconti)
- 2007 - I segreti del mondo islamico (Storia culturale 2ª edizione riveduta)
- 2003 - Servo di Kama (romanzo) Versione MEK (Biblioteca Elettronica Ungherese)
- 2008 - Oceania (storia culturale)
- 2009 - La candela ha chiuso gli occhi, mamma! (romanzo di fatto)
- 2009 - India e altri mondi! (storia culturale)
- 2010 - "Gli ebrei, andatevene!" Esilio in Babilonia
- 2011 - ABC della storia culinaria (storia culturale)
- 2012 - Amore Facebook (romanzo chat)
- 2012 - Esilio in Babilonia (capitoli sulla vita e sui costumi del popolo ebraico) (romanzo)
- 2013 - Decamerone d'India (romanzo)
- 2013 - Passeggiate in Újlipótváros seguendo le tracce dei lapidi (storia culturale)
- 2014 - Uccellini di Dio (Scritture scelte)
- 2015 - Tempi - scenari - gente (storia culturale)

## Pubblicazioni online
- 2010 - Passeggiate in Újlipótváros (storia culturale)
- 2012 - Decamerone d'India (romanzo) edizione on line
- 2012 - Il XX.o secolo, da dove siamo arrivati
- 2013 - Sotto l'incantesimo dei mari e delle terreferme (descrizione di viaggi) edizione on line
- 2013 - Uccellini di Dio (scritture scelte) edizione on line
- 2013 - Tempi - decorazioni - gente. Cultura di millenni (scritture scelte) edizione on line
- 2013 - Esilio in Babilonia - Capitoli sulla vita e sui costumi del popolo ebraico
- 2014 - "Olocausto - Ghetto in Ungheria Meridionale" versione MEK (Biblioteca Elettronica Ungherese)[4]
- 2014 - "Ebreo" (Dramma)
- 2015 - Jenseits und Diesseits der irdische Bühne Ausgewählte Kurzgeschichten[5]
- 2015 - Le origini e le immagini primordiali delle culture Introduzione al mondo dei miti e dei simboli[6]
- 2015 - Saloon Clotilde (English edition)[7]
- 2016 - Cserenyi Rita: Polgar Erno[8]
- 2016 - Sulle orme delle civiltà - Camminata attraverso la Valle di Neander fino all'Internet (Traduzione di Kati Szász)[9]
- 2017 - Sono nato qui, questa è la mia patria! (Capitoli della storia di Bácsalmás) - "Itt születtem, ez a hazám!..." : Fejezetek Bácsalmás történetéből[10]
- 2017 - Dieci anni dell'Ora buca - Dieci anni dell'Associazione degli Scrittori Ungheresi - A Lyukasóra tíz éve - Tíz éves a Magyar Írók Egyesülete[11]
- 2017 - Viaggio fantastico (romanzo di fantascienza) Különös utazás Tudományos-fantasztikus regény[12]
- 2017 - La donna (romanzo di fantascienza) A nő Tudományos-fantasztikus regény[13]
- 2017 - Amori (romanzo) (Traduzione di Kati Szász)[14]

## Pubblicazioni
Nel teatro Madách e in quello di Madách Kamara ha collaborato agli spettacoli seguenti:
- Jason Miller: L'anno del campionato
- Csehov: Tre sorelle
- Molnár Ferenc: Dottore
- Szabó Magda: Storia di vecchio stile
- Szabó Magda: Il ragazzo
- Szabó Magda: Ré Adalberto
- Molnár Ferenc: Gioco nel castello
- Arbuzov: Incontro tardivo
- Friedrich Dürrenmatt: L'incidente
- Shakespeare: Molto rumore per nulla
- Brian Clarc: Eppure di chi sia questa vita?
- Madách: La tragedia dell'uomo
- Ronald Harwood: Vestiarista
- Slade: Alla stessa ora il prossimo anno
- Gorkij: Rifugio di notte
- Arthur Miller: Uno sguardo dal ponte
- Szép Ernő: Farmacia
- Achard: La ragazza pazza
- Beckett: Aspettando Godot
- Örkény: Stefanino con il temporale di sangue
- Polgár András: Doppio posto
- Noel Coward: Canto del tramonto
- Hofi: Hofélia: Il salario del vitto
- Arnold Wesker: I soldati della Regina
- Polgár András: Passi una serata alla Rosa Bianca
- Collin Higgins: Harold
- Polgár Ernő: Oltre l'equatore
- Dario Fo: Matrimonio aperto
- Bernard Slade: Divorzio in California
- Il ratto delle Sabine
- John Patrick: La casa da tè alla luna d'agosto
- Zemlényi Zoltán: Hoppárézimi
- Ariel Dorfman: La morte e la fanciulla
- Graham Green: In viaggio con la zia